# Церква святого Юрія (Буданів)
Церква святого Юрія в Буданові — парафія і храм греко-католицької громади Теребовлянського деканату Тернопільсько-Зборівської архієпархії Української греко-католицької церкви в селі Буданів Чортківського району Тернопільської области.

## Історія церкви
Парафія належала до Української Греко-Католицької Церкви до 1946 року. Храм був збудований у 1852 році. У 1990 році громада села конфесійно розділилася на вірних УГКЦ та УАПЦ (нині ПЦУ), при цьому храм залишився у власності останніх.
З 1990 по 2001 рік греко-католики проводили богослужіння під хрестом, у спеціальній будці біля калини. У 2001 році греко-католицька громада збудувала свій власний храм, який освятив владика Михаїл Сабрига у 2003 році. Фундатором будівництва був Мирослав Павловський, а розпис храму виконали львівські митці. У церкві зберігаються ікона та реліквії святого Юди-Тадея. При парафії діє братство Матері Божої Неустанної Помочі.

## Парохи
- о. Борис Пасічник (з 1994, сотрудник).